# Renneville (Ardennes)
Renneville ist eine französische Gemeinde mit 192 Einwohnern (Stand: 1. Januar 2022) im Département Ardennes in der Region Grand Est (vor 2016 Champagne-Ardenne); sie gehört zum Arrondissement Rethel und zum Kanton Signy-l’Abbaye.

## Geographie
Renneville liegt etwa 46 Kilometer nordnordöstlich von Reims. Umgeben wird Renneville von den Nachbargemeinden Rozoy-sur-Serre im Norden, Fraillicourt im Nordosten und Osten, Seraincourt im Südosten, Sévigny-Waleppe im Süden und Südwesten, Le Thuel im Südwesten und Westen sowie Berlise im Westen.

## Bevölkerungsentwicklung
| 1962                       | 1968 | 1975 | 1982 | 1990 | 1999 | 2006 | 2019 |
| -------------------------- | ---- | ---- | ---- | ---- | ---- | ---- | ---- |
| 308                        | 325  | 294  | 248  | 206  | 235  | 212  | 199  |
| Quellen: Cassini und INSEE |      |      |      |      |      |      |      |

## Sehenswürdigkeiten

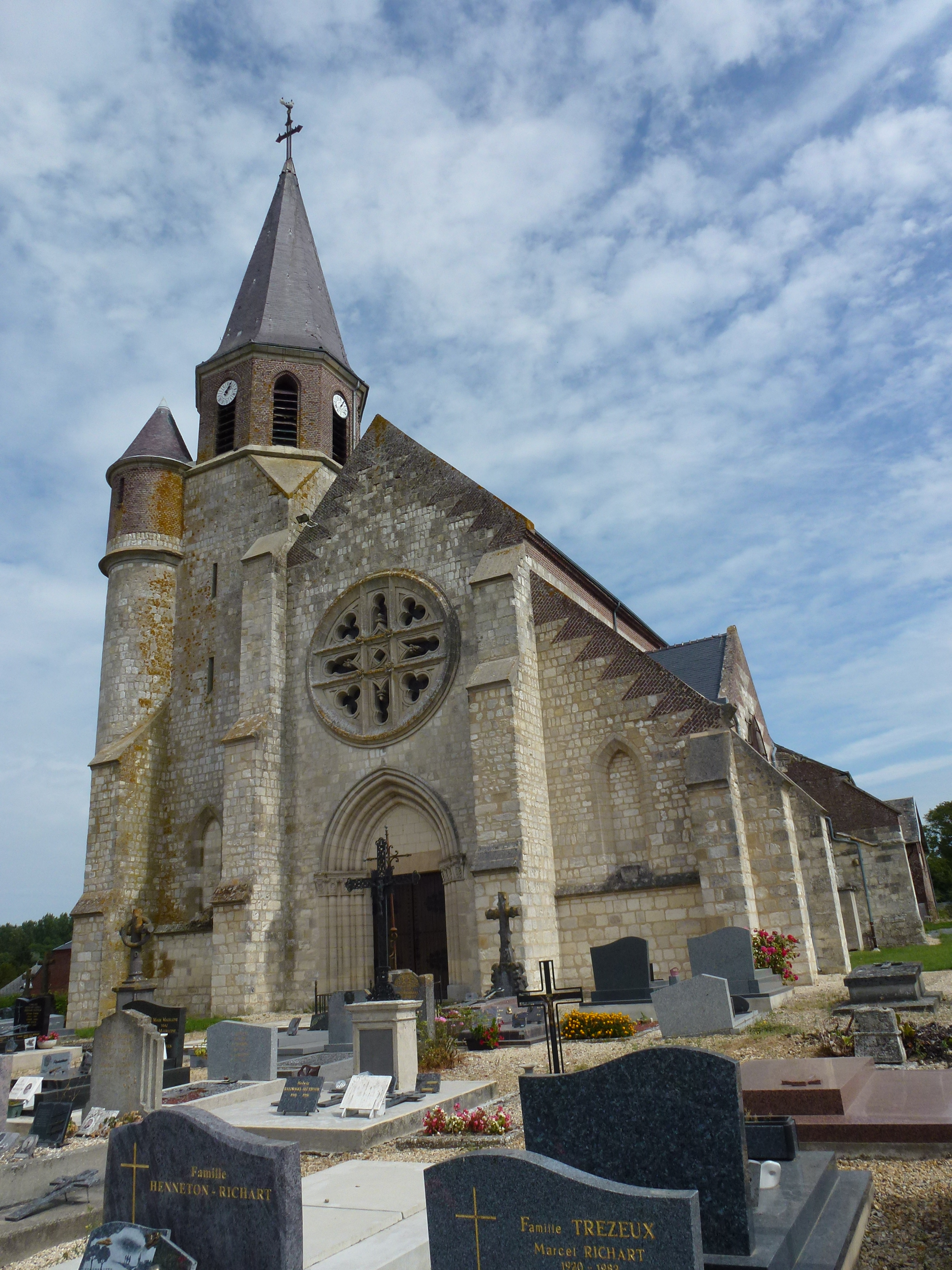
Kirche Saint-Nicolas

- Kirche Saint-Nicolas